# Ренц Франц Францевич
Франц Францевич Ренц (17 лютого 1860 - 26 січня 1942, Ленінград) — російський і радянський астроном.
Працював у Пулковській обсерваторії, фахівець в області класичної астрономії.  Спостерігав подвійні зірки і комети, досліджував рух супутників Юпітера.  За участю та під керівництвом Ренцо були складені чотири Пулковські каталоги абсолютних прямих сходжень зірок.  Склав зведений каталог прямих сходжень 1769 зірок за спостереженнями у восьми обсерваторіях різних країн.
Заслужений діяч науки РРФСР (1935).
Помер у дні блокади Ленінграда.
Іменем Ренцо названа мала планета (1204 Renzia), відкрита К.Рейнмутом 6 жовтня 1931 в Гейдельберзі.